# 2024年11月澳門
2024年11月澳門是指澳門在2024年11月發生的重大新聞事件。

## 11月1日
- 中共中央總書記兼國家主席習近平在北京會見第六任澳門特區行政長官岑浩輝，在習近平見證下，國務院總理李強向岑浩輝頒發了任命他為中華人民共和國澳門特別行政區第六任行政長官的第794號國務院令[1]。
- 第五任澳門特區行政長官賀一誠對第六任澳門特區行政長官岑浩輝獲得中央人民政府正式任命致以熱烈祝賀，又表示將全力協助岑浩輝籌組第六屆澳門特別行政區政府[2]。澳門中聯辦發言人發表談話表示，習近平會見獲中央政府任命的澳門特別行政區第六任行政長官岑浩輝時所作重要講話，鼓舞和指引澳門續寫「一國兩制」成功實踐嶄新篇章[3]。中共中央港澳工作辦公室發表談話表示，習近平在人民大會堂會見新當選並獲中央政府任命的澳門特別行政區第六任行政長官岑浩輝，充分體現中央對澳門廣大市民的親切關懷，對澳門建設發展的全力支持，對澳門不斷推進「一國兩制」成功實踐的殷切期望[4]。行政法務司張永春為首的一眾主要官員晚上加班加點發新聞稿，齊齊列隊表忠表態，熱烈祝賀、全力支持和擁護岑浩輝做新特首，並助落實其競選政綱[5]。
- 耗資逾十億元，連接路環島的澳門輕軌石排灣線正式通車，於下午1點起正式開放對外營運，通車儀式再度僅獲邀部分傳媒再惹爭議[6]。
- 博彩監察協調局公布2024年10月賭收錄得超過207億，打破2020年2月以來的新高[7]。

## 11月2日
- 第六任澳門特區行政長官岑浩輝完成在北京接受任命令後返澳會見傳媒，表示國家主席習近平非常關心民生問題，十分清楚、全面了解澳門整體社會民生的情況，他將來會與管治班子共同執行、落實習近平主席的多項指示，尤其在下一年施政方針會研究採取關顧措施，體現社會福利的公平、精準及針對性[8]。在回應上任後的工作優先次序時表示，一直思考有關問題，形容特區政府工作是一個整體，需顧及各方面，經濟、民生、對外合作，缺一不可，想不到哪一方面可以暫時不理[9]。

## 11月3日
- 一艘香港籍漁船於上午碰撞嘉樂庇大橋護橋欄後擱淺，船上4名人員被救起並無受傷，事故沒對通航安全構成影響，海事及水務局已按緊急預案作跟進，並依法處罰違規航行的船隻[10]。
- 貼紙街名牌工程被承建商欺詐的市政署暫未交事後檢討報告，署方回覆澳門立法會書面質詢時透露另已對承建商開展行政處罰程序追究責任，並會加強巡查市政工程的頻次[11]。
- 公共資產監督管理局網站公開澳門基金會第三季資助名單，金額超過一億一千萬元，發出接近四百筆資助[12]。

## 11月4日
- 澳門特別行政區政府公佈澳門2024年度頒授勳章、獎章和獎狀名單[13]。
- 近期廣東省登革熱個案顯著增加，當中白鴿巢公園一帶傳播風險較高[14]。

## 11月5日
- 《澳門特別行政區公報》刊出行政長官批示，明文表示為慶祝澳門特別行政區成立二十五周年紀念期間的公共秩序及公共安全，澳門國際射擊中心的射擊練習及射擊體育比賽，以及彈藥店、仿製槍械的經營將要在指定期間中止。為自衛，以及從事押運等專業活動而持有的槍械及彈藥，須在指定期間交給保安部門[15]。
- 新城A區至澳門半島第二連接橋計劃在澳門格蘭披治大賽車前開通由新城A區往澳門半島方向[16]。
- 澳門城市大學向土地工務局申請以豁免公開招標方式無償批給鄰近石排灣公屋群的一幅過萬平方米的國有土地興建新校舍，工務局已經展開相關程序。申請人提出，在完成遷入新校舍後將向澳門特別行政區政府交還澳門大學舊校園設施[17]。
- 位於橫琴口岸澳門口岸區二樓的橫琴澳方口岸交通樞紐平台改造工程完工，預計月內開放使用。除行車路面外，還包括各類車輛的上落客候車區及行人空間，並設有的士站、旅遊巴士、跨境巴士、酒店穿梭巴士及隨車人員等上客區車位[18]。
- 離島社區服務諮詢委員會召開恆常會議，經濟及科技發展局代表出席介紹「全城消費大獎賞」活動首月情況，首四星期已核銷約5100萬元優惠券，拉動消費額超過2.7億元；至於國慶假期氹仔舊城區臨時行人專用區總到訪人數達到15萬人次，日均約2.2萬多人次[19]。

## 11月6日
- 政府提出新的「青洲都市化整治計劃」，全面優化規劃，包括下調該區的發展規模四成，降低一半的預計人口量，並加大綠化面積，加強青洲山文化及景觀保育等，冀改善人居環境，並助力經濟多元發展[20]。土地工務局表示未來「北區-1詳細規劃草案」的公開諮詢亦有「青洲都市化整治計劃（2024）」的內容[21]。
- 政府修改與十六浦（其母公司為澳娛綜合）的批地合同，承批公司放棄十六號碼頭在內、面積共四千多平方米土地，交回政府，而位於十四號碼頭及內港客運碼頭之間的閒置待發展的一側會建成一幢商業樓宇及廣場，包括重臨的「澳門皇宮」船舶[22]。
- 再有居民確診感染登革熱本地病例，衛生局經調查與沙欄仔附近發現的多例本地登革熱I型病例無關[23]。
- 祐漢第八街公共房屋項目夾心階層房屋即將動工[24]。

## 11月7日
- 第71屆澳門格蘭披治大賽車於11月14日至17日舉行，重頭戲的三級方程式賽事不再，不過似無阻大賽車吸引力。澳門格蘭披治大賽車組織委員會表示，賽事門票銷情理想，正賽日的基本售罄。又預計賽事四天裡訪澳旅客量約四十萬人次，酒店入住率超九成[25]。
- 大賽車期間臨時交通安排方面，交通事務局預料澳門半島市面車流非常大，尖峰時段較平常提早和延長30至60分鐘，合共50條巴士路線改道、2條巴士路線停駛及臨時增設2條臨時接駁路線，連接新城A區的A2橋於11月9日開通，另於11月10日起試行友誼圓形地地面轉往新城A區方向路段封閉，為期約兩周[26]。
- 澳門傳媒工作者協會發出聲明，在迎來回歸25年之際，種種跡象令人憂慮澳門的新聞採訪和言論自由空間正被急速收窄。該會促請特區政府檢討新聞政策、撤回無理的採訪限制[27]。
- 作為中國國際航空第二部中國商飛C919客機首次飛抵澳門，於澳門國際機場舉行的第十三屆澳門公務航空展作靜態展示[28]。
- 十六浦物業發展股份有限公司放棄十六號碼頭用地並交回政府，至於12A至20號碼頭將作活化計劃，在十四號碼頭範圍興建一幢商業樓宇和廣場，並停泊“澳門皇宮”船舶，利用期為36個月[29]。

## 11月8日
- 一名17歲少女在俾利喇街一大廈天台墮下，剛巧墮於到場救援的一輛消防車車頂，當場傷重沒有呼吸心跳，送院搶救後最終不治[30]。
- 颱風銀杏於上午進入澳門800公里範圍，地球物理氣象局於上午11時發出一號風球，預料9日下午至晚間改發三號風球機會為中等至高[31]。
- 粵港澳三地警方聯手搗破跨境操控賣淫集團，三地共拘捕19名包括主腦的男女，查獲35名賣淫女子及9名嫖客。澳門司警相信該集團於2022年起運作，至今集團獲取利益達830萬人民幣。三地警方仍對案件深入調查[32]。
- 新城A區學校村區首四間學校及一間教育活動中心的基礎及地庫工程舉行公開開標，共收到17份標書，工程造價介乎四億至五億多元。地庫工程爭取2025年首季動工，施工期為432個工作天[33]。

## 11月9日
- 橫琴澳門新街坊衛生站揭牌，於11月11日正式投入運作。衛生站佔地1,000平方米，初期提供保健及非預約門診服務，參照現行澳門衛生中心運作模式[34]。
- 首間澳人子女學校、作為濠江中學的第五個學部，濠江中學附屬橫琴學校舉行落成啟用典禮[35]。
- 新城A區至澳門半島第二連接橋局部啟用，首階段開通由新城A區前往澳門半島方向的行車道[36]。

## 11月10日
- 訪澳入境旅客總數突破3,000萬人次。治安警察局公佈日至入境客量為9.5萬人次，恢復至2019年約87%，當中七成為中國大陸旅客，當中2月12日錄得單日入境最高峰為21.7萬人次[37]。
- “新的士法”生效5年，根據資料顯示2024年1至6月錄得354宗違規及檢控個案，較2019年同期的超過6,000宗下降94%，當中其他個案佔多[38]。
- 澳門立法會直選議員謝誓宏提出，不合理設置和管理讓渠蓋變為城市「黑點」，增加道路行車風險。尤其是與鄰近地區相比，澳門的渠蓋密度和設置位置更加混亂，不但影響澳門形象，也影響市民出行安全。市政署回覆表示，渠蓋是按照《澳門供排水規章》的相關規定布置，同時亦設有設施井[39]。
- 隨著颱風銀杏減弱和遠離，地球物理氣象局於當天中午12時改發一號風球取代三號風球，再於下午5時取消所有風球。但另一熱帶氣旋桃芝將於稍後至周二凌晨進入南中國海，屆時視乎情況考慮再次發出熱帶氣旋信號[40]。
- 原北京王府大飯店近日被土地工務局啟動宣告土地批給失效程序。土地工務局日前就疑似在官網回應有關傳聞報道，未有直接承認或否認澄清有關消息[41]。

## 11月11日
- 松山跑山徑下午發生塌樹事故，一棵九米高的樹木突然塌下擊中一名途經的女子，導致該女子頭部裂傷，情況嚴重、由救䕶車送往醫院搶救。市政署對事故導致女途人受傷致以慰問，初步評估樹木受褐根病侵蝕導致不穩倒下，市署人員暫無發現周邊樹木異常[42]。
- 已經社會協調常設委員會討論、把不合理解僱賠償計算月薪上限加多五百元的《勞動關係法》修法案，在澳門立法會獲全票贊成下一般性通過[43]。《醫療器械監督管理制度》法案獲一般性通過，法案主要分為“醫療器械註冊及備案”和“醫療器械業務活動”兩部分，並按其潛在風險程度分為第I類低風險、第II類中風險，以及第III類高風險三大類，並對不同類別的醫療器械實施註冊或備案制度[44]。《投資基金法》法案獲一般性通過，法案立法建立與國際對接的基金管理制度，令基金在澳設立和運作更多元和國際化，為實體經濟提供更高質量和效率的支援與動力[45]。

## 11月12日
- 珠海市體育中心駕車撞人事件據當地公安機關通報已造成35死48傷，澳門警察總局引述珠海當局稱，正整理死傷者身分資料，未知有否涉及澳門居民[46]。
- 行政長官賀一誠對銀河娛樂集團創辦人兼主席呂志和博士離世表示深切哀悼，並致函其家屬表達誠摯的慰問[47]。
- 熱帶氣旋桃芝逐步靠近華南沿岸，地球物理氣象局於凌晨12時半發出一號風球，預計13日下午至晚間改發三號風球可能性為中等至較高，至於發出更高熱帶氣旋信號的可能性將適時評估[48]。
- 新城A區A1、A2、A3、A4及A12公共房屋項目結構封頂。正進行內部建築工程、機電系統安裝等，預計於2025年第四季至2026年第三季相繼完工[49]。

## 11月13日
- 為期4天的澳門格蘭披治大賽車舉行在即，受熱帶風暴桃芝影響，大賽車組委會經與國際汽聯會商，三號風球生效期間賽事會繼續進行，但部分賽事因惡劣天氣出現時將作出調整，另作出相對應措施包括對跑道及周邊的裝置進行加固工程，並對容易受強風影響的設施作調整或移除，各觀眾席看台將不架設帳篷[50]。
- 熱帶風暴桃芝繼續迫近澳門，地球物理氣象局於晚上7時發出三號風球，預計於11月14日日間於澳門以南150公里範圍內掠過，凌晨至上午需要發出八號風球的可能性中等[51]。

## 11月14日
- 澳門特別行政區政府披露2025年財政年度將繼續實施一系列惠民措施，估計涉及的總金額超過258億元，較2024年多超過11億元，當中就現金分享計劃、醫療補貼計劃、住宅單位電費補貼和持續進修發展計劃，估計用於這四措施的預算總開支超過85億元[52]。
- 政府在《2025年財政年度預算案》中表示，預測下一年澳門經濟進一步復甦，全年博彩毛收入達2,400億元，政府財政收入再增，而編列的預算開支較2024年增加約7%[53]。
- 受颱風桃芝影響，三號風球生效超過一天，地球物理氣象局一度考慮發出八號風球但最終沒有發出。氣象局解釋桃芝靠近廣東沿岸的過程中強度快速減弱，加上澳門面積細小，較不易當風等因素，最終未對澳門造成影響[54]。

## 11月15日
- 澳門特別行政區行政會完成討論《修改第15/2009號法律〈領導及主管人員通則的基本規定〉》法律草案，修改關於局長、副局長、廳長、處長的管理及問責規定[55]。《修改〈澳門公共行政工作人員通則〉及相關法規》法律草案中修改公務員的管理和紀律制度，相關法案建議如公務人員申請退休時尚存有針對其本身的待決紀律程序，則中止申請退休的程序；如屬公積金制度前供款人，對其科處的紀律處分將透過罰款代替。公務人員被確定刑事判罪後，須向行政當局返還羈押期間收取的薪俸[56]。
- 政府提交兩份修法草案，官員及公務員均將宣誓擁護並執行《澳門特別行政區基本法》和效忠澳門特別行政區，拒絕宣誓者會被撤銷相關任用。在任職期間作出違反誓詞的行為，會被提起紀律程序及被科處撤職處分[57]。
- 珠海市體育中心駕車撞人事件，珠海公安向澳門警察總局通報，死傷者中沒有涉及澳門居民[58]。

## 11月16日
- 據香港傳媒報道，香港教育局局長蔡若蓮出席香港商業電台節目時透露，近期發現有人利用虛假的香港中學文憑考試（DSE）成績，申請入讀澳門科技大學。校方向香港考試及評核局證實共24宗請涉及使用假DSE證書，當局已就事件向警方報案[59]。
- 澳門輕軌股份有限公司回覆澳門立法會直選議員顏奕恆書面質詢時表示，按澳門金融管理局要求持續檢視具可行性的優化方案，逐步完善乘坐澳門輕軌的電子支付方式；至於應變機制方面將按程序及按法跟進，同時檢視及優化信息發佈[60]。
- 全長980米連通筷子基至林茂塘住宅群的林茂塘空中走廊正式全線貫通及開放使用[61]。

## 11月17日
- 澳門格蘭披治大賽車在風雨天氣多下完滿落幕，四天入場觀眾超過十萬人次[62]。其中格蘭披治電單車大賽在天雨路濕下波折重重，前後三天都無法開賽，最終以排位賽成績作為正賽名次。體育局表示以保障車手安全是首要原則，有關安排也按賽規，車手們也認同和理解，並沒有異議[63]。
- 澳門科技大學主動發現24名持偽造香港中學文憑學歷學生，校方已即時對有關學生開除學籍及追究責任，而有關情況亦已按機制通報教育及青年發展局[64]。

## 11月18日
- 24名中國大陸學生被揭發以偽造香港中學文憑考試證書報讀澳門科技大學，澳門司警接舉報後於學生宿舍拘捕4名學生，有人承認由家人透過非法中介獲得偽造成績及證明，另外20名學生在逃[65]。
- 配合澳門特別行政區成立二十五周年紀念活動舉行，出入境人士在通關時使用或攜帶電動輪椅、電動滑板車或電動行李箱的安全情況，於11月20日零時至12月20日24時期間，澳門海關、治安警察局及消防局將在4個陸路口岸對使用或攜帶上述物品之通關人士聯合執行臨時安全管控措施[66]。
- 澳門大學以超過九億元人民幣購得約三十七萬平方米的橫琴地塊建設澳門大學橫琴粵澳深度合作區校區[67]。
- 受熱帶氣旋萬宜與東北季候風共同影響，地球物理氣象局於上午9時發出一號風球；由於正值天文大潮疊加風暴潮影響，氣象局於上午11時發出藍色風暴潮警告，靠近河邊新街一帶沿岸海水倒灌情況明顯，部分路段實施封閉，車輛一度涉水而行[68]。

## 11月19日
- 行政長官賀一誠發表《2024財政年度施政總結》，回顧五年任期工作是「五年風雨兼程，五載砥礪奮進」，竭心盡力、奮發圖治，不畏艱難挑戰，帶領特區走出最困難的低谷，躍上發展新台階[69]。
- 在記者會上，特首賀一誠表示三年的COVID-19疫情對澳門造成打擊，但政府在防疫下沒有停止其他工作。他表明可以很負責任地說，五年前參選政綱的目標基本全部做到，至於評分方面應交由市民評分[70]。又承認不連任是個人健康問題，沒有其他考慮。被問將來會否以其他身分服務國家和澳門，他表示無論是甚麼身分，都會為澳門發展貢獻自己的力量[71]。
- 公共建設局網站更新澳門戶外表演區工程已完工，首場測試表演定於12月28日舉行，特首賀一誠表示已收到很多國際性歌星來詢問2025年場地檔期和使用情況[72]。
- 熱帶氣旋萬宜逐漸遠離本澳，並持續減弱，受東北季候風影響，澳門氣溫下降，地球物理氣象局錄得入秋以來最低氣溫為17.5度[73]。

## 11月20日
- 橫琴“澳門新街坊”調整購房限制條件，包括取消年齡門檻、取消五年轉讓時限及調整購房套數計算方式，即每位合資格澳門居民不再受夫妻雙方為單位合併計算所限[74]。
- 近日有市民在澳門文化中心廣場拍照被保安員阻止。文化局就今次事宜對有關聽眾帶來不便表示歉意。將持續加强保安人員應對公眾有禮溝通的能力，讓公眾有更優質的參觀體驗[75]。
- 橫琴口岸於該年的出入境人員總數突破2000萬人次[76]。位於澳方口岸二樓的交通樞紐平台於11月22日上午10時起全面投入啟用[77]。至於澳門輕軌股份有限公司表示，輕軌橫琴線將於年內開通，正全力為新路線開通做好各項預備工作[78]。
- 澳門農曆春節年宵市場吹起冷風，只有八個檔位以底價成交，更有六個賀年禮品檔流拍要收回[79]。

## 11月21日
- 經濟財政司司長李偉農到澳門立法會引介《2025年財政年度預算案》法案。預計2025年博彩毛收入可達到2,400億元，全年旅客預計達3,600萬人次，作為換屆前最後一份預算案，按《預算綱要法》規定為應付下一財政年度維持公共部門及機構正常運作、履行已承擔的承諾開支及其他必要開支的所謂「基礎預算案」[80]。
- 引入公開競投和完善規管等的《小販管理制度》法案獲立法會細則性通過，在新法生效後將檢討小販發展，法案訂明由市政署管理小販經營業務、發牌機制、優化管理規範、調整罰則，以及訂定各項過渡措施[81]。
- 據治安警察局初步數據顯示，直至當天17時，關閘出人境人次突破一億，較2023年提前一個月達成[82]。

## 11月22日
- 澳門國際機場擴建填海工程正式動工，填海工程面積逾129公頃，預料2030年完工[83]。
- 位於原澳門發電廠土地的望廈社屋-望信樓正式入伙，澳門房屋局於11月27日起安排輪候家團上樓，簽租約及領鎖匙[84]。
- 近日澳門科技大學發現24名持有香港文憑試成績的學生，涉嫌以虛假資料報讀和註冊入學；當中4人於澳門落網，教育及青年發展局局長龔志明表示，在五月知悉鄰近地區出現學歷造假的情況，馬上與所有高校校長舉行會議，該局吸納高校的經驗再完善招生核查指引[85]。

## 11月24日
- 近日財政局就COVID-19下「自動」收取政府援助款的商號經營者「查帳」，有因未能提供足夠當年度證明文件被指不符援助資格，須向財局返還款項。接獲商戶反映的澳門立法會直選議員林宇滔認為當局做法有不合理之嫌，不符適度和善意原則[86]。
- 2024粵港澳公路自行車賽暨第十五屆全國運動會公路自行車測試賽舉行，賽事經港珠澳大橋跨越粵港澳三地，為公路單車賽事進行全流程測試，效果大致理想[87]。

## 11月25日
- 路環市政街市兩名攤販把攤檔交還市政署後，街市內已沒有攤檔經營。《政府公報》刊登第 181/2024 號行政長官批示，不再列入公共街市名單之中，決定於同年12月16日起正式關閉並將作活化用途[88]。
- 治安警察局公佈2024年10月檢控違反道路交通法或規章個案達61,200多宗，當中超過八成八屬違法泊車，按月增加18%；收費咪錶違泊檢控按月增六成半，行人違法過馬路共檢控508宗，車牌不合規格多2023年一半[89]。
- 澳門保安部隊高等學校舉行“第三十二屆澳門保安部隊保安學員培訓課程”畢業典禮，共146名學員成為治安警察局警員[90]。

## 11月26日
- 《醫學輔助生殖補助計劃》於12月1日推出，作為配合鼓勵生育的總體政策，為不孕不育的夫妻提供補助[91]。
- 澳門立法會第二常設委員會第二度就《修改第7／2008號法律〈勞動關係法〉》法案開會，不合理解僱賠償計算的月薪上限兩年一檢，唯檢討到落實調整就已逾一年，被批評滯後。政府承諾，會檢討有關收集資料之程序，看有否縮減時間之可能[92]。
- 立法會第一常設委員會討論新《道路交通法》焦點之一引入扣分制，指扣分制等相關內容不清晰，其實際操作也有許多疑問，有待政府說明釋疑。雖已有議員反對，但更多議員是未表態[93]。
- 位於筷子基北灣的沙梨頭北街-俾若翰街行人天橋建造工程 - 東段及北段進行公開開標（見圖），共收到11份標書[94]。

## 11月27日
- 中華人民共和國公安部與澳門司警聯合進行“清蟻五號“行動打擊跨境換錢黨活動，兩地警方共拘捕229名換錢黨，涉款35億人民幣，其中澳門警方拘捕13人，包括1名本地居民，涉嫌為經營賭博之不法匯兌移送檢察院處理[95]。
- 印尼在11月14日起取消澳門特區護照申請落地簽證待遇，身份證明局網站未有及時更新，致有市民未能入境而折返。身份證明局證實於11月22日查核澳門仍在印尼的申請落地簽證的國家和地區名單之內，直至27日當天才收到印尼駐港總領事館的相關照會[96]。
- 青洲都市化計劃惹爭議，有德福新村居民反映有關計劃被列作綠化用途，憂慮會影響到未來樓宇重建[97]。

## 11月28日
- 德晉集團案終極上訴作判決，第一被告陳榮煉、第二被告王佩琼、第三被告張秀碧、第四被告廖永亨和第六被告李達泉維持中級法院上訴時判決，分別被判監13年、9年、9年、10年和7年，罰款近25億港元[98]。
- 保安司發布2024年1至9月的罪案情況。共開立刑事專案調查案件10,831宗，較2023年同期增加1,178宗，較2019年同比增加233宗[99]。對於珠海市體育中心駕車撞人事件會否在澳門發生有關同類案件，保安司指發生這類案件的風險不高，但要高度警惕。他表明歡迎社會各界多加留意，市民若發現可疑線索，隨時與警方聯絡[100]。對於第六屆澳門特區政府換屆在即，坊間有傳黃少澤出任行政法務司司長，黃司回應指先多謝傳媒關心，並表示候任行政長官提名，中央政府任命是法定程序，相信中央政府將會很快公布[101]。
- 運輸工務司司長羅立文疑似已向運工範疇同仁發「告別信」，期望他們抗著壓力與無理指罵，續堅守崗位，支持下任司長工作，不讓有心人扭曲、抨擊和抹黑他們運工團隊工作成果。該信逾千字，以「以民為本　勇於承擔　迎難而上　團結向前」十六字為題，並是致「親愛的運輸工務範疇同事們」，並附有羅立文葡文簽名和簽名日期[102]。
- 澳門國際機場宣佈南北停車場於12月9日至20日期間期間暫停對外開放，所有停放之車輛必需在12月16日前離場，機場大樓於12月16日至20日期間實施加強保安措施。保安人員將對每位進入候機樓人士進行額外的保安檢查[103]。
- 位於澳門藝術博物館地下的「澳門故宮文化遺產保護傳承中心」正式揭牌[104]。「天下明德—故宮博物院重華宮主題展」同日起舉行展期至翌年3月2日[105]。

## 11月29日
- 中華人民共和國公安部出入境管理局公佈關於便利中國大陸居民赴澳旅遊的政策，宣佈自2025年元旦起，在廣東省珠海市實施赴澳門旅遊“一周一行”政策，在橫琴粵澳深度合作區實施赴澳門旅遊“一簽多行”政策[106]。
- “港澳跨境救護車試行計劃”於11月30日起正式啟動，為期一年[107]。
- 澳門2024年度頒授勳章、獎章和獎狀名單頒授儀式舉行[108]。

## 11月30日
- 中華人民共和國國務院頒佈根據第六任澳門特別行政區行政長官岑浩輝提名，任命澳門特別行政區第六屆政府主要官員和檢察長[109][110]。
- 澳門輕軌股份有限公司宣佈澳門輕軌橫琴線於12月2日正式通車[111]。